# Église Notre-Dame-de-la-Conception de Santa Cruz de Tenerife
Pour les articles homonymes, voir Église Notre-Dame-de-la-Conception.
L’église Notre-Dame-de-la-Conception (espagnol : iglesia de Nuestra Señora de la Concepción) est l'église principale de la ville de Santa Cruz de Tenerife dans les îles Canaries (Espagne). Bien que n'étant pas une cathédrale, elle est communément appelée « cathédrale de Santa Cruz », ce qui fait de la Cathédrale Notre-Dame de los Remedios de La Laguna la seule cathédrale de l'île de Tenerife.

## Description
Cette église a été construite sur la première chapelle édifiée par les conquistadors espagnols en 1500, après le débarquement sur les côtes de ce qui est maintenant la ville de Santa Cruz de Tenerife. Elle est le plus haut édifice religieux de la capitale.
À l'intérieur est conservée la croix qui servit à la fondation de la ville, placée à côté de l'autel dans une châsse de verre. Dans cette église est le siège de la Confrérie de la Macarena de Santa Cruz de Tenerife.

## Photos

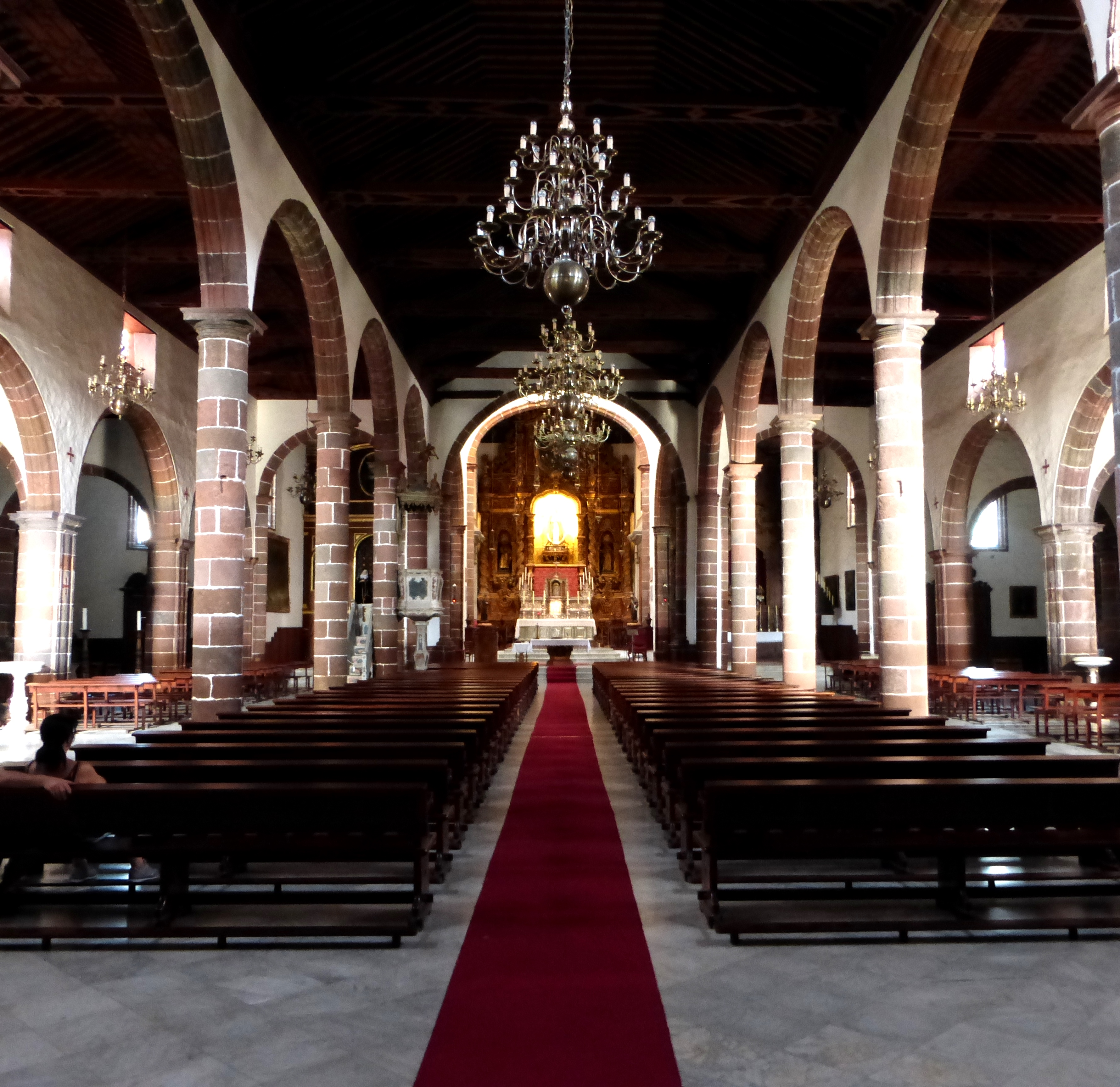
Intérieur de l'église
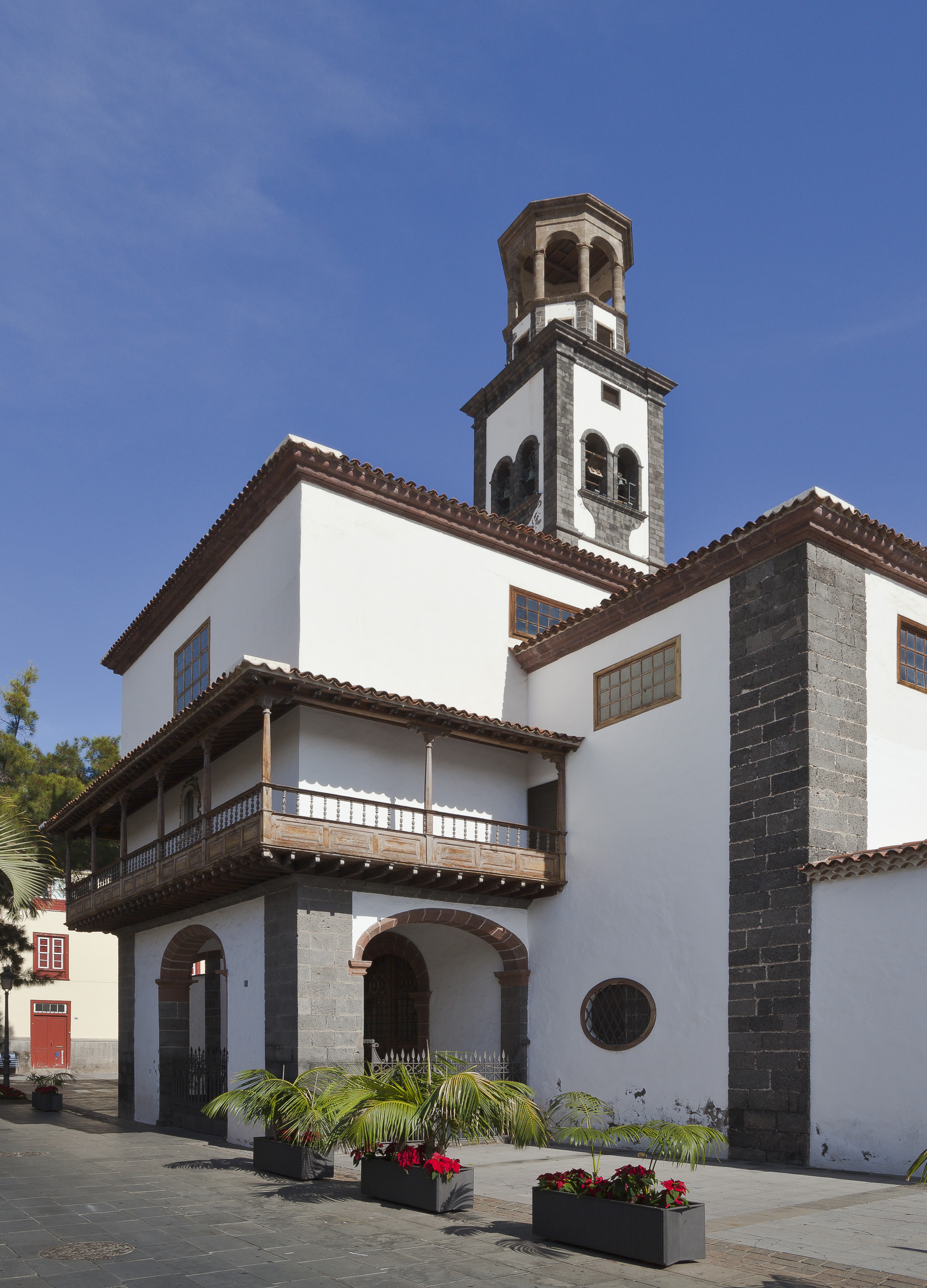
Extérieur
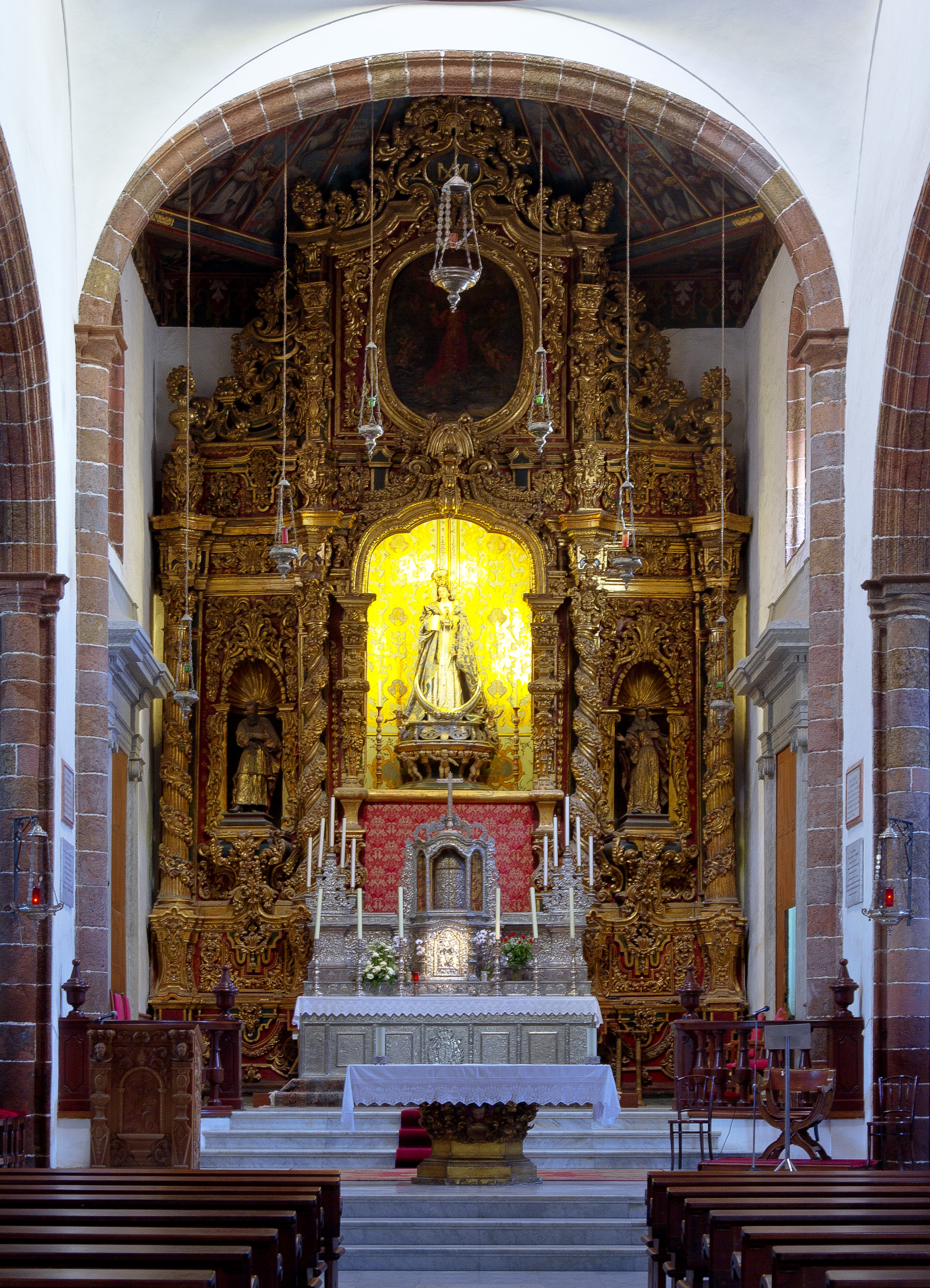
Maître-autel
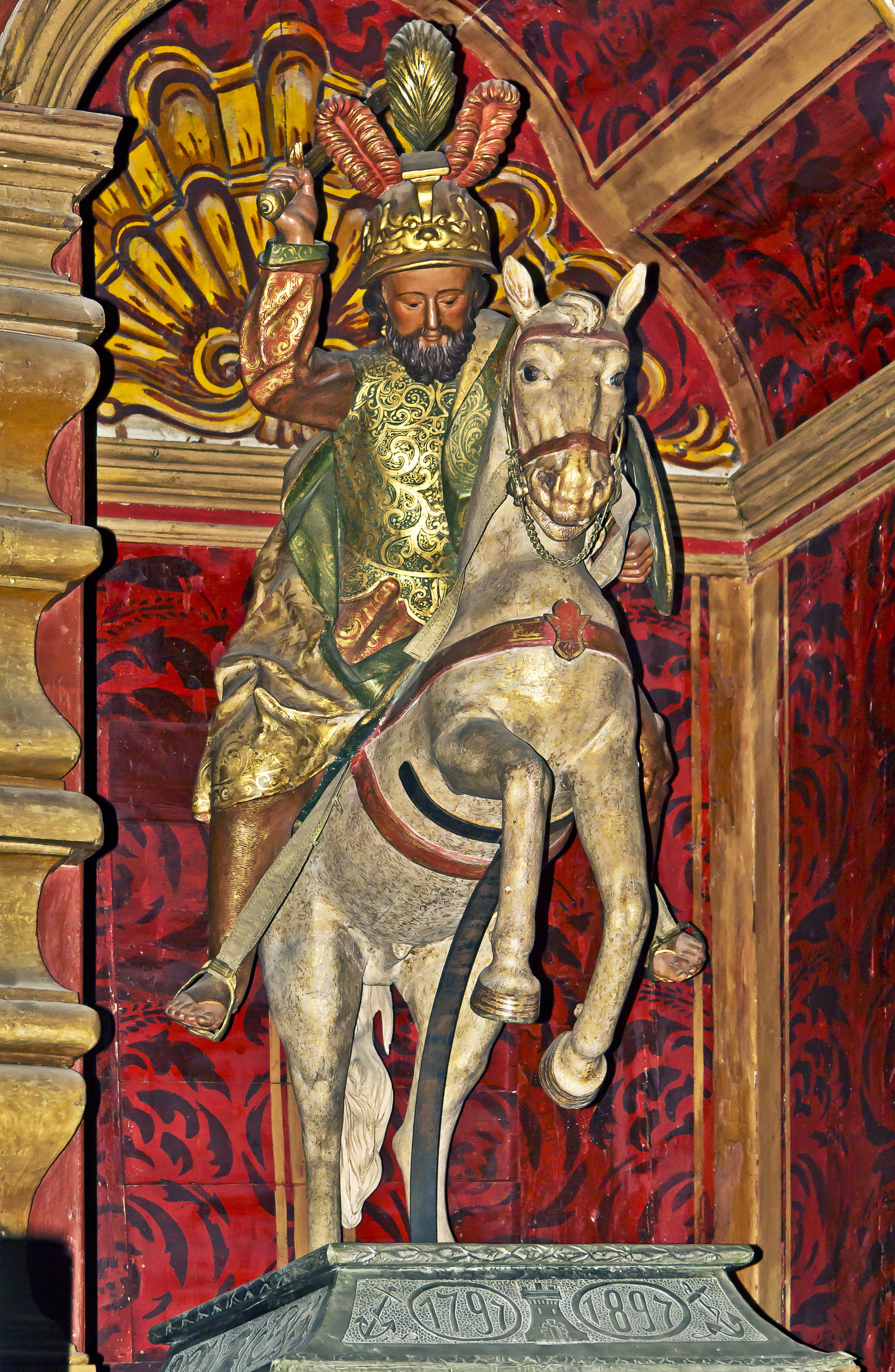
Saint Jacques, saint patron de Santa Cruz de Tenerife
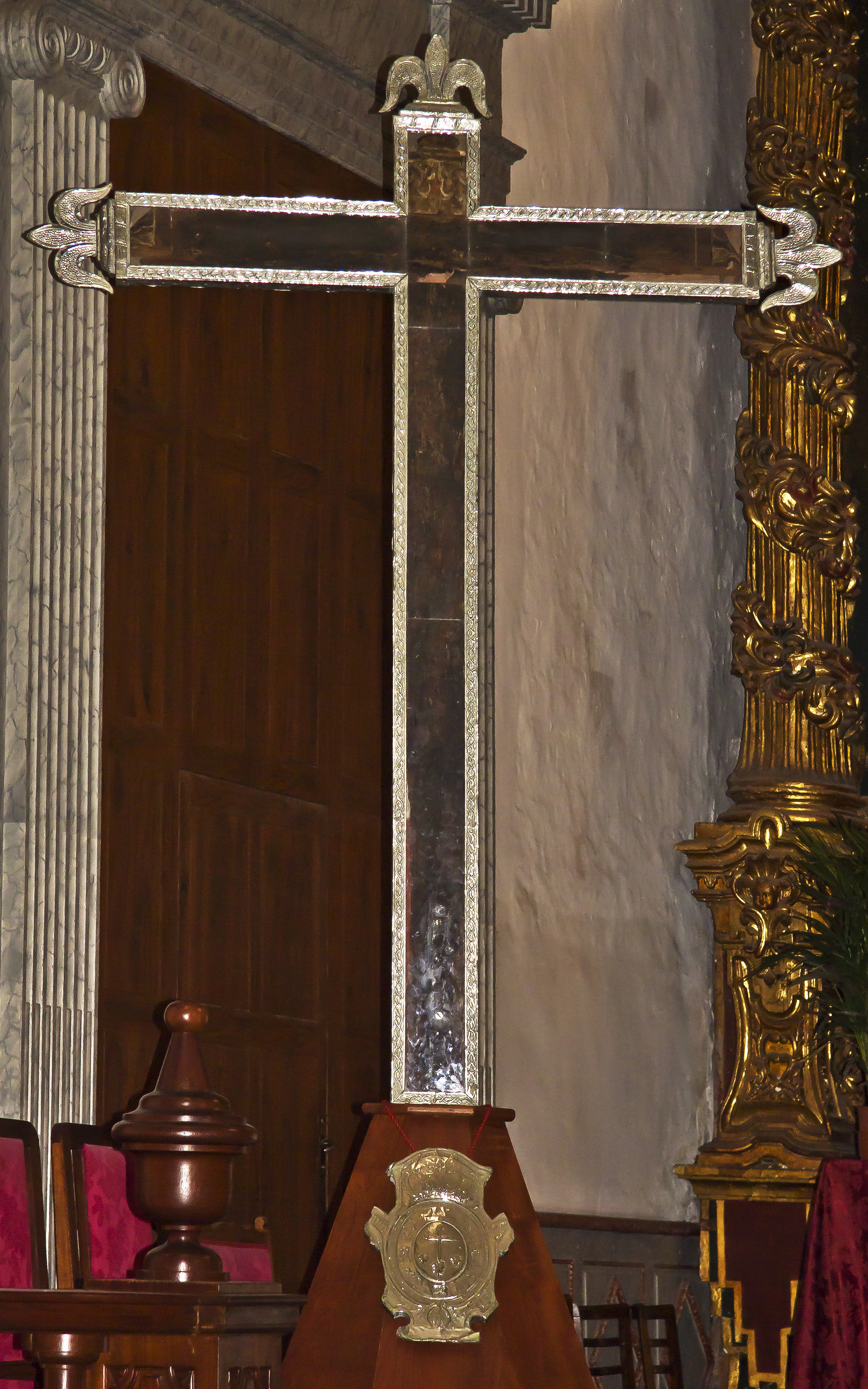
Croix utilisée lors de la conquête de l'île
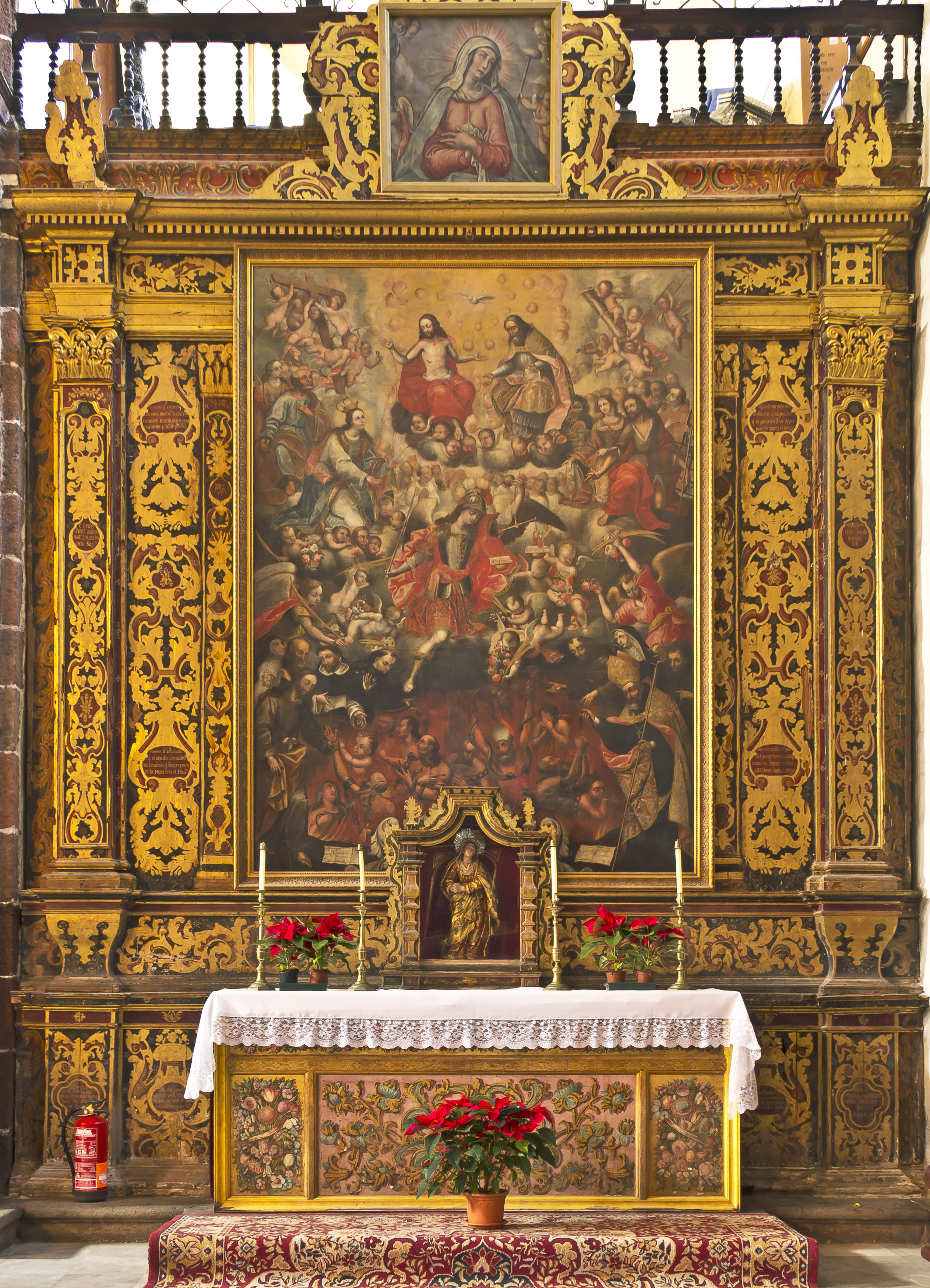
Autel des âmes du purgatoire
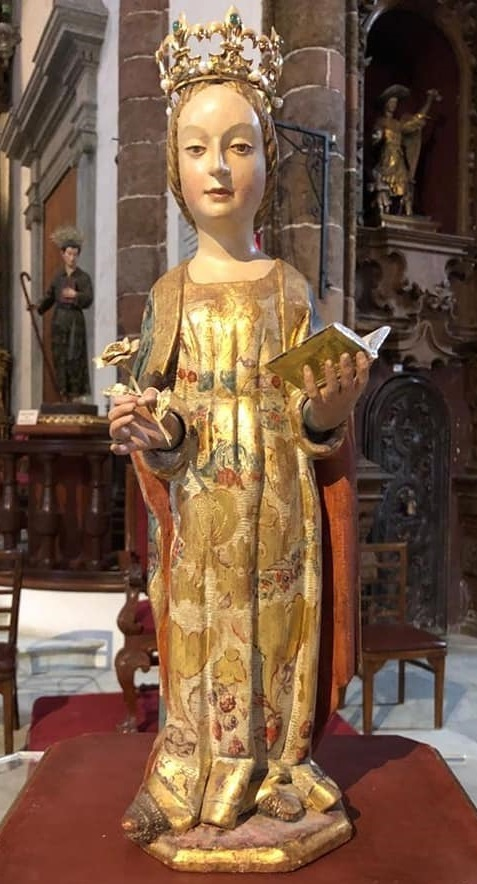
Image originale de la Vierge de Consolation, patronne historique de Santa Cruz de Tenerife